# Фироновка (Орловская область)
Фиро́новка — деревня в составе Голунского сельского поселения Новосильского района Орловской области России.

## География
Располагается на возвышенном живописном правом берегу реки Зуши в местности удобной для земледельческих работ, в 7 км от сельского административного центра Голуни.

## Этимология
Название возможно получено по фамилии Фиронов, который переселил своих крестьян из Коломны. Интересно другое название поселения — «Коломенска(о)я(е)». Балтское происхождение kalmyne — заросли аира, камыша, тростника т. е. заросли растений, произрастающих в сырых местах или на мелководьях (на заливном берегу Зуши), kalma — могила; коломень — окрестность, или то, что находится рядом около чего-то.

## История
Упомянута в ревизской сказке за 1816 год (7-я «Ревизия») как деревня «Фиронова» малолетнего князя Сергея Сергеевича Гагарина, населённая владельческими (помещичьими) крестьянами в количестве 136 человек. Деревня относилась к приходу церкви Воздвижения Животворящего Креста Господня села Подъяковлева. В настоящее время (2017 год) деревня нежилая.

## Население
| 1857 | 1859 | 1915 | 2010 |
| ---- | ---- | ---- | ---- |
| 237  | ↘205 | ↗430 | ↘0   |

*) В 1857 году из 237 человек 55 относилось к военному ведомству, 182 — крестьяне помещичьи.